# Монгольське плато
Монго́льське плато — велике плато на центральному півдні Монголії та в центральній півночі Китаю.

## Географія
Площа плато становить приблизно 2,6 млн км², із них менша частина (1,2 млн км²) у Монголії, а більша (1,4 млн км²) — у Китаї. Через плато простягається пустеля Гобі, яка розділяє його на 2 частини — північну монгольську та південну китайську.
На північному заході плато межує з гірським Алтаєм та Саянами, на півночі — з нагір'ям Хентей, на сході — з гірським хребтом Великий Хінган, на півдні опускається до Таримської западини.
Плато має висоту до 1525 м і знижується у південному напрямку. Найвища точка плато — гора Мунх-Хайрхан-Ула з висотою 4362 м, знаходиться у Монгольському Алтаї. На заході виділяється підвищена ділянка — Гобійський Алтай.

## Клімат
Клімат на плато сухий континентальний, опадів випадає дуже мало — 200 мм за рік. Температура варіюється від −26 °C у січні до +17 °C у липні.

## Гідрографія
По плато протікають річки Селенга та Керулен зі своїми притоками. Багато солоних озер, тільки у китайській південній частині їх понад 220.

## Природа

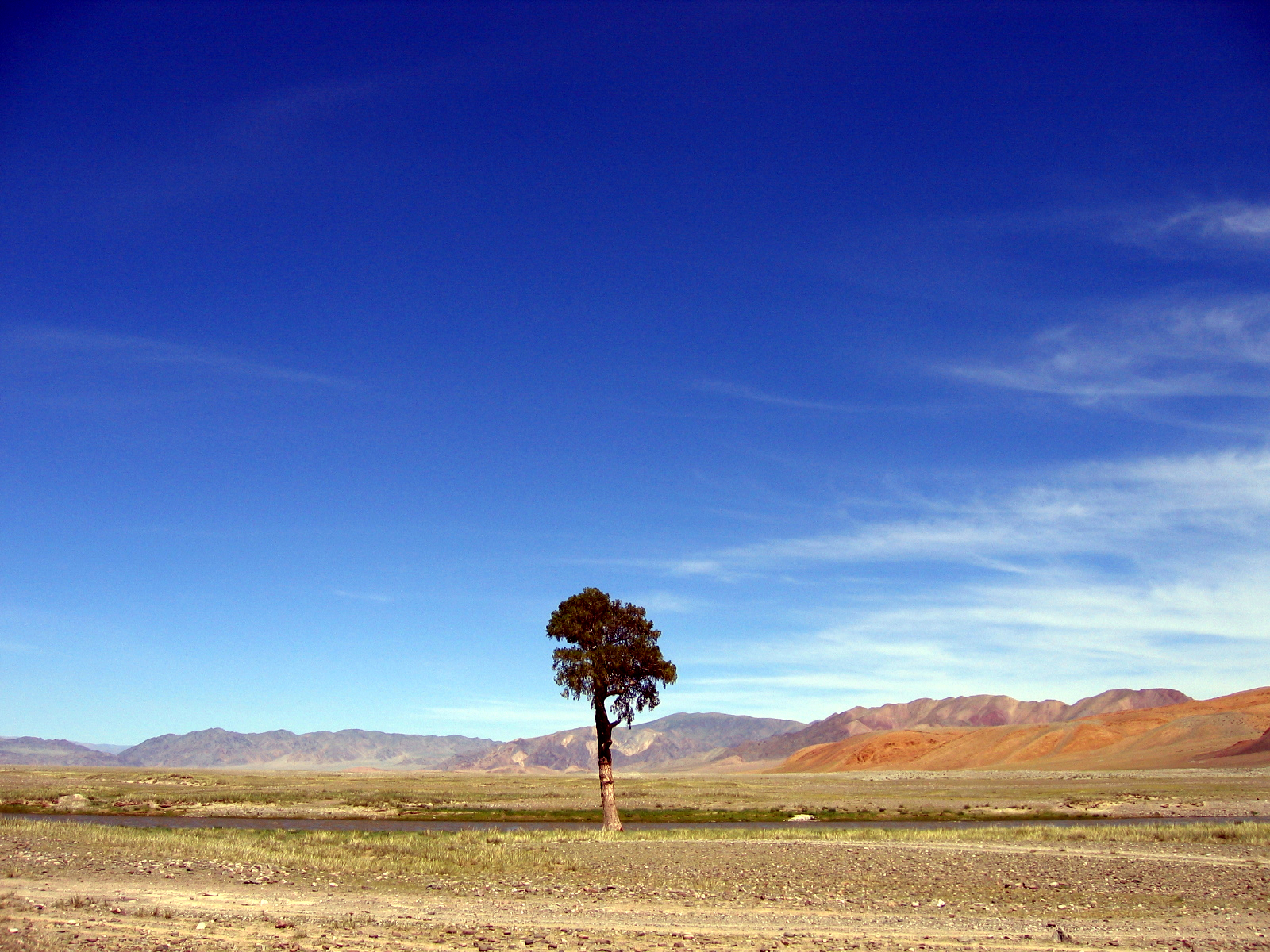
Степ

Плато вкрите сухими степами, утворені короткими травами.

## Господарство
На плато видобувають кам'яне вугілля, залізну руду, мідь, молібден, уран, золото та срібло. Значного розвитку набуло сільське господарство. Серед культурних рослин поширені пшениця, овес, деякі овочі. На зрошувальних землях вирощують цукровий буряк та олійні культури. Розвинене скотарство, розводять овець, кіз, корів, коней та верблюдів.
Через плато з півночі на південь проходить Трансмонгольська залізниця від Улан-Уде (Росія) через Улан-Батор (Монголія) до Ерен-Хото (Китай), збудована 1955 року.